# دانشگاه لوئیزیانا در لافایت
دانشگاه لوئیزیانا در لافایِت (به انگلیسی: University of Louisiana at Lafayette) یک دانشگاه تحقیقاتی دولتی در شهر لافایت واقع در ایالت لوئیزیانا آمریکا است که در سال ۱۸۹۸ میلادی نخست در قالب یک آموزشگاه صنعتی تأسیس گردیده‌است. این دانشگاه به‌عنوان یکی از دانشگاه‌های دارای فعالیت تحقیقاتی بسیاربالا (R1) طبقه‌بندی می‌شود. دانشگاه لوئیزیانا لافایت در زمینی به مساحت ۱۳۰۰ هکتار قرار گرفته‌است.

## تحقیقات

### شهرک تحقیقاتی
شهرک تحقیقاتی که توسط بلوار کیجندم، جاده، لندری و خیابان کنگره محدود شده‌است، به‌عنوان یک نوآور و محرک توسعۀ اقتصادی در خدمت منطقه، ایالت و مردم، طراحی و توسعه یافته‌است. این شهرک تحقیقاتی در مساحتی به بزرگی ۱۴۳ هکتار در محوطۀ دانشگاه قرار گرفته‌است که مشتمل بر یک هتل و ۸ پژوهشگاه بزرگ دولتی و یک پژوهشگاه بزرگ خصوصی (متعلق به گروه سی‌جی‌آی) می‌باشد.

### تحقیقات
این دانشگاه یکی از اعضای انجمن تحقیقات دانشگاه‌های جنوب‌شرقی است و در میان ردۀ دانشگاه‌های دارای فعالیت تحقیقاتی بسیاربالا (R1) طبقه‌بندی می‌شود. در سال ۲۰۲۳، این دانشگاه رکوردشکنی ۱۸۱ میلیون دلاری را ثبت کرد که از مقدار ۱۴۴ میلیون دلاری سال پیش فراتر رفت و نشان‌دهنده رشد شگفت‌انگیز ۱۶۵ درصدی هزینۀ تحقیق و توسعه در دانشگاه UL طی هفت سال است. مبلغ ۲۰۱۹، UL را در میان ۲۳ درصد برتر درمیان ۶۴۷ دانشگاه تحقیقاتی قرار داد. رتبه‌بندی کنونی هنوز دردسترس نیست. این دانشگاه مبالغ تحقیقاتی بیشتری نسبت به دیگر مراکز دانشگاه لوئیزیانا دریافت می‌کند، و بنابر گزارش سال ۲۰۱۰ توسط مؤسسۀ دولتی نلسون راکفلر، یکی از ۱۰۰ دانشگاه برتر تحقیقاتی دولتی در کشور ایالات متحده است. بنابر برآوردهای علم‌سنجی، به‌ازای هر یک دلاری که این دانشگاه صرف پژوهش می‌کند، هفت دلار آمریکا تنها به اقتصاد ایالت لوئیزیانا افزوده می‌شود.

## نگارخانه

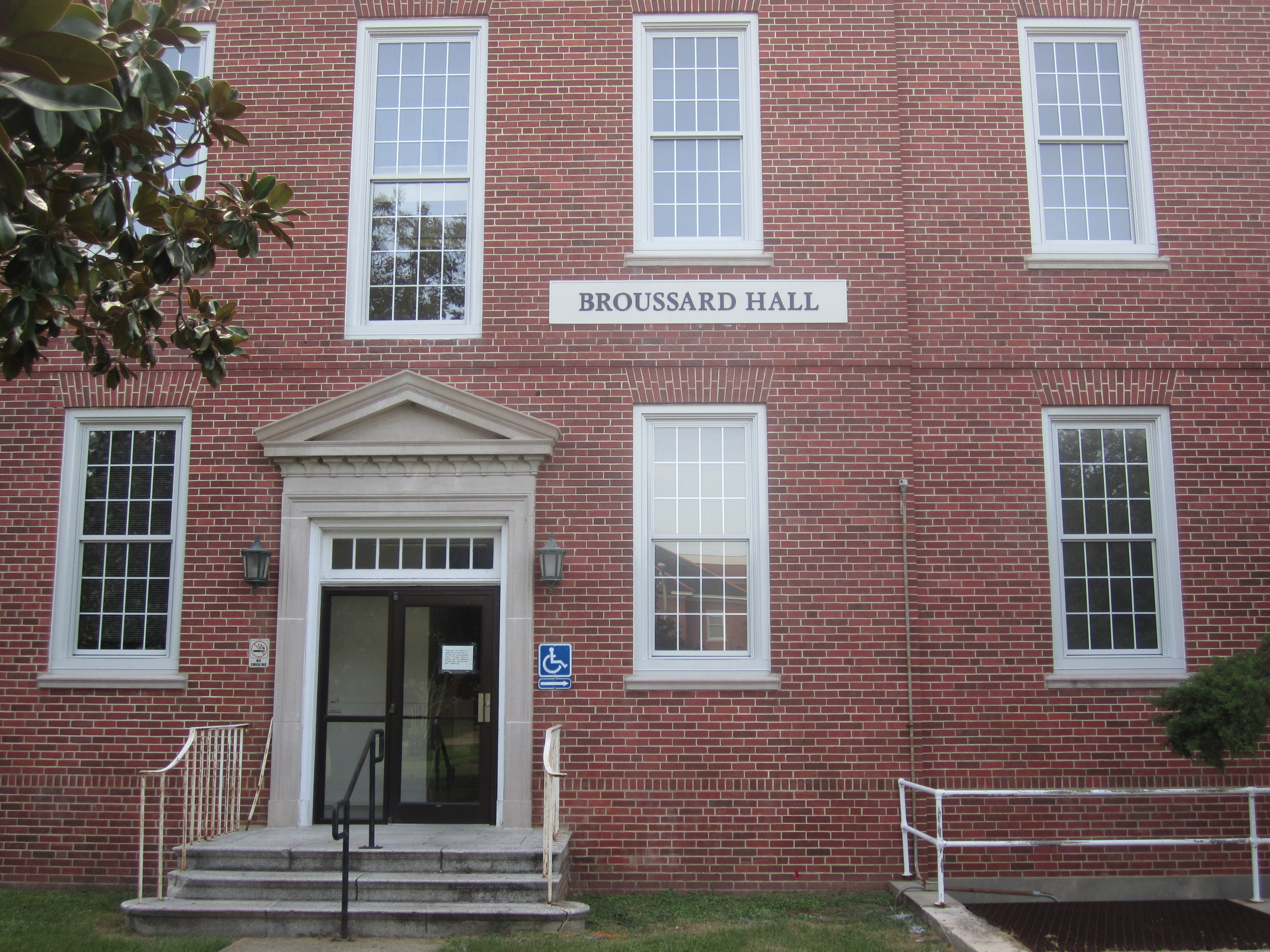
دپارتمان فیزیک
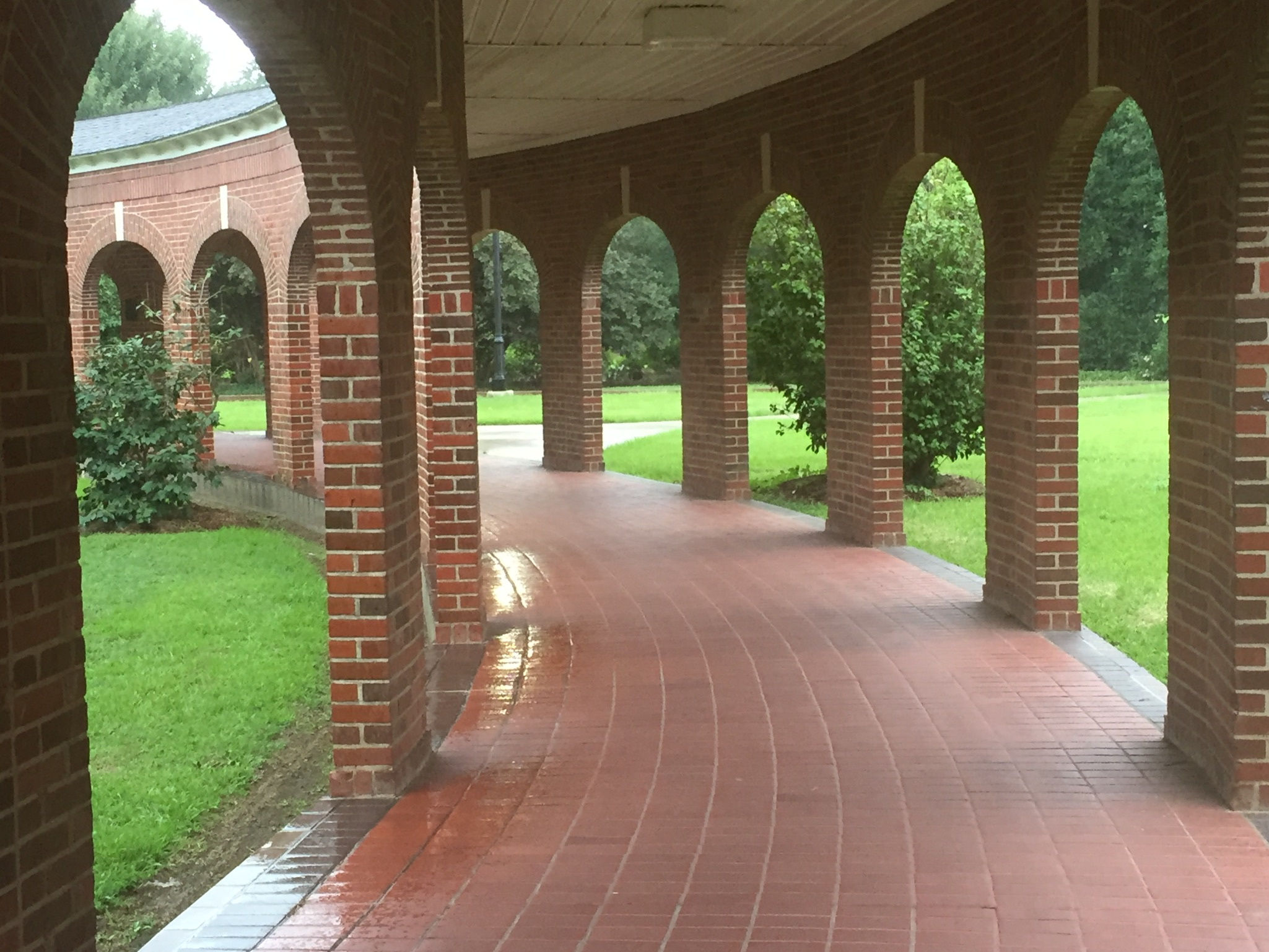
گذرگاه طاقدار
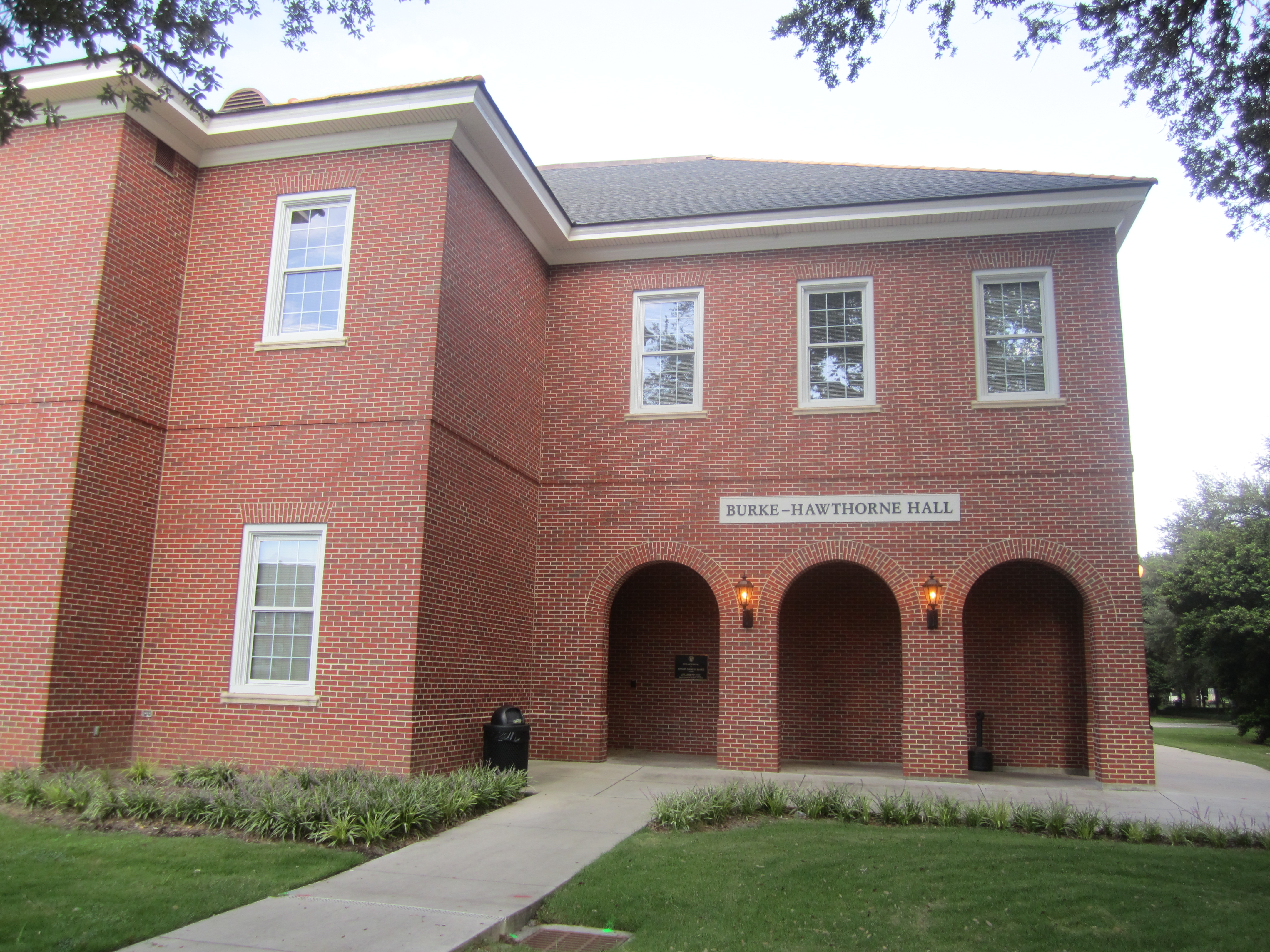
دپارتمان ارتباطات
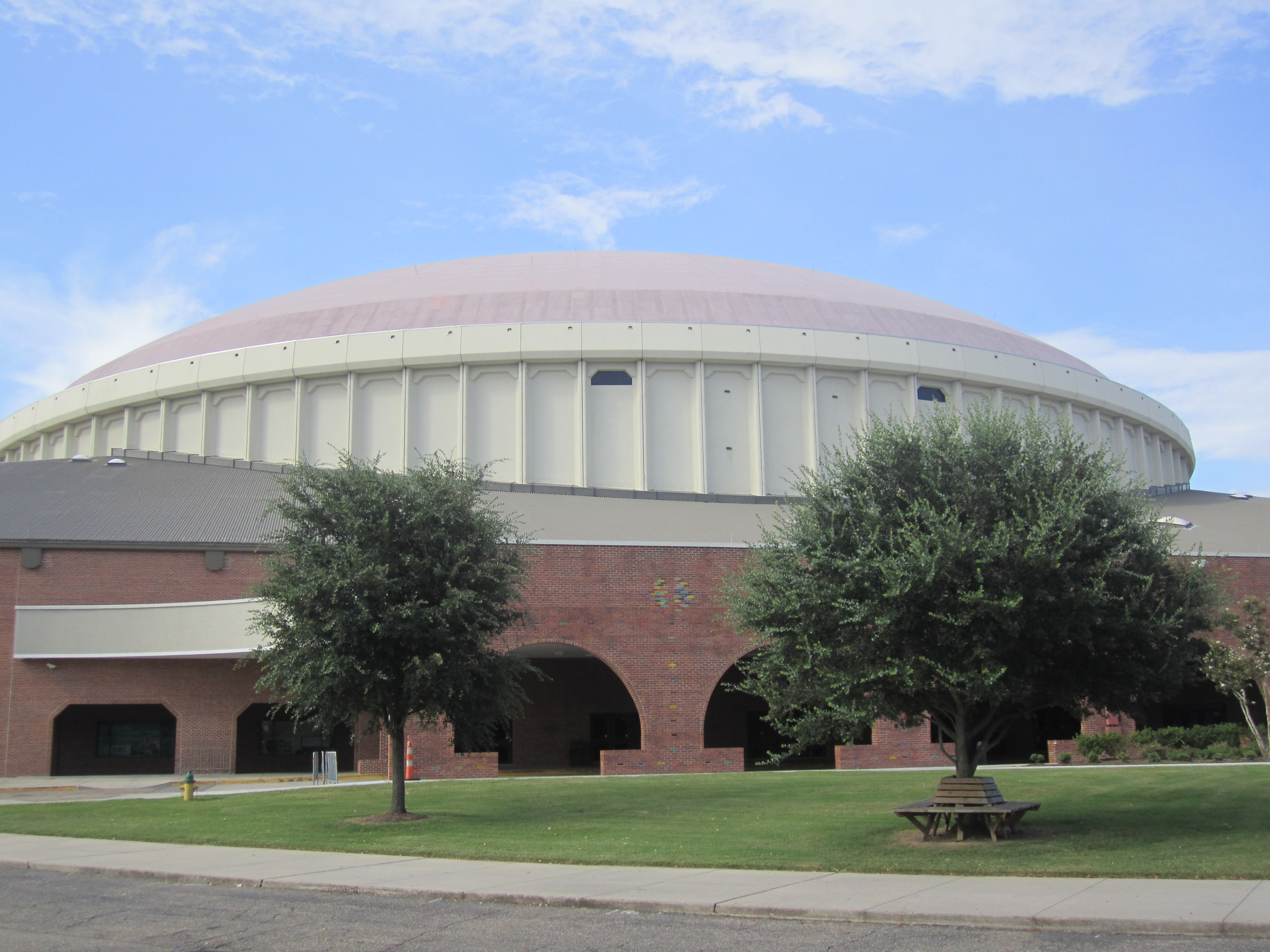
ورزشگاه بسکتبال دانشگاه
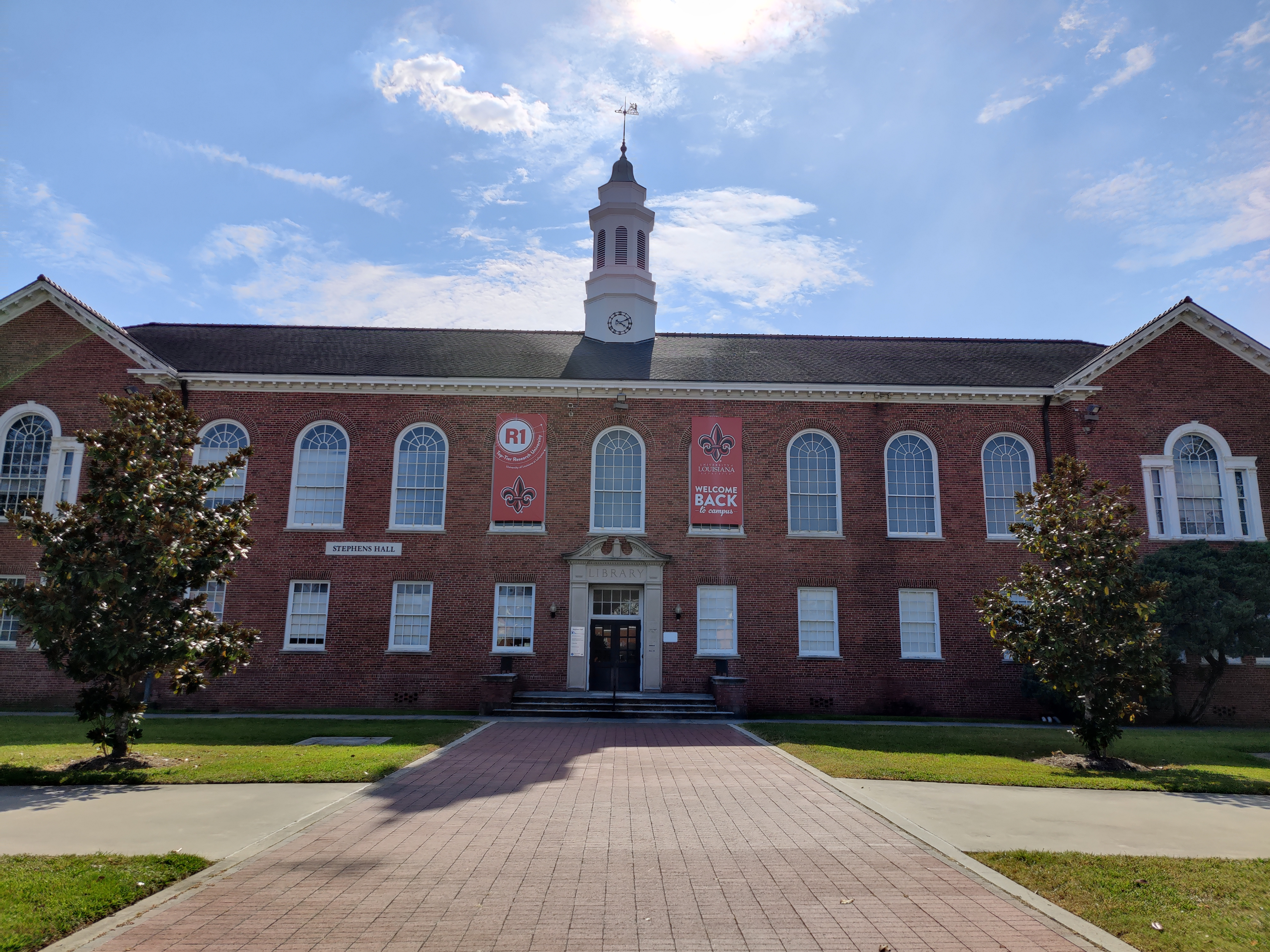
استفنز هال
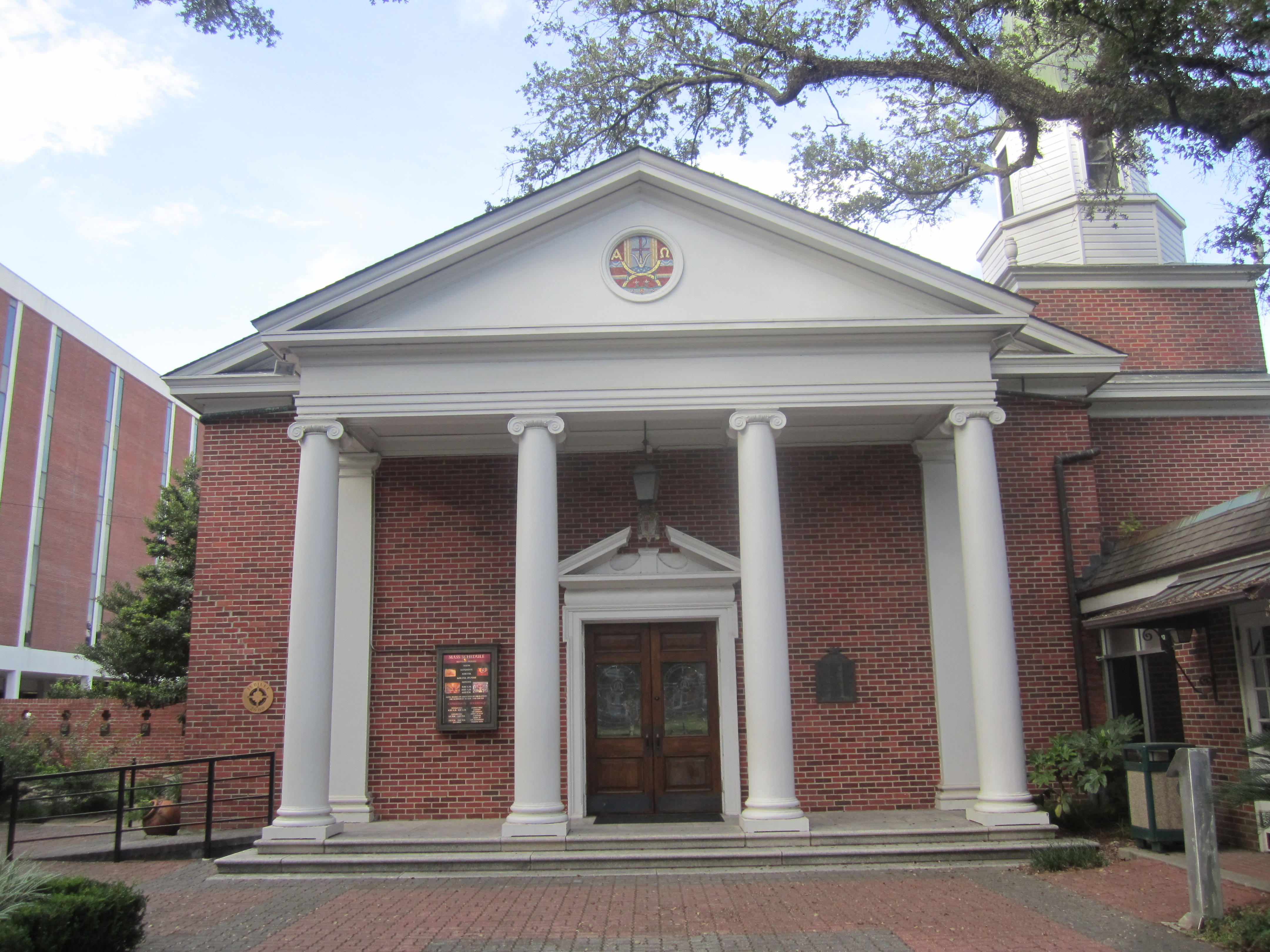
کلیسای کاتولیک بانوی خرد در دانشگاه لوئیزیانا
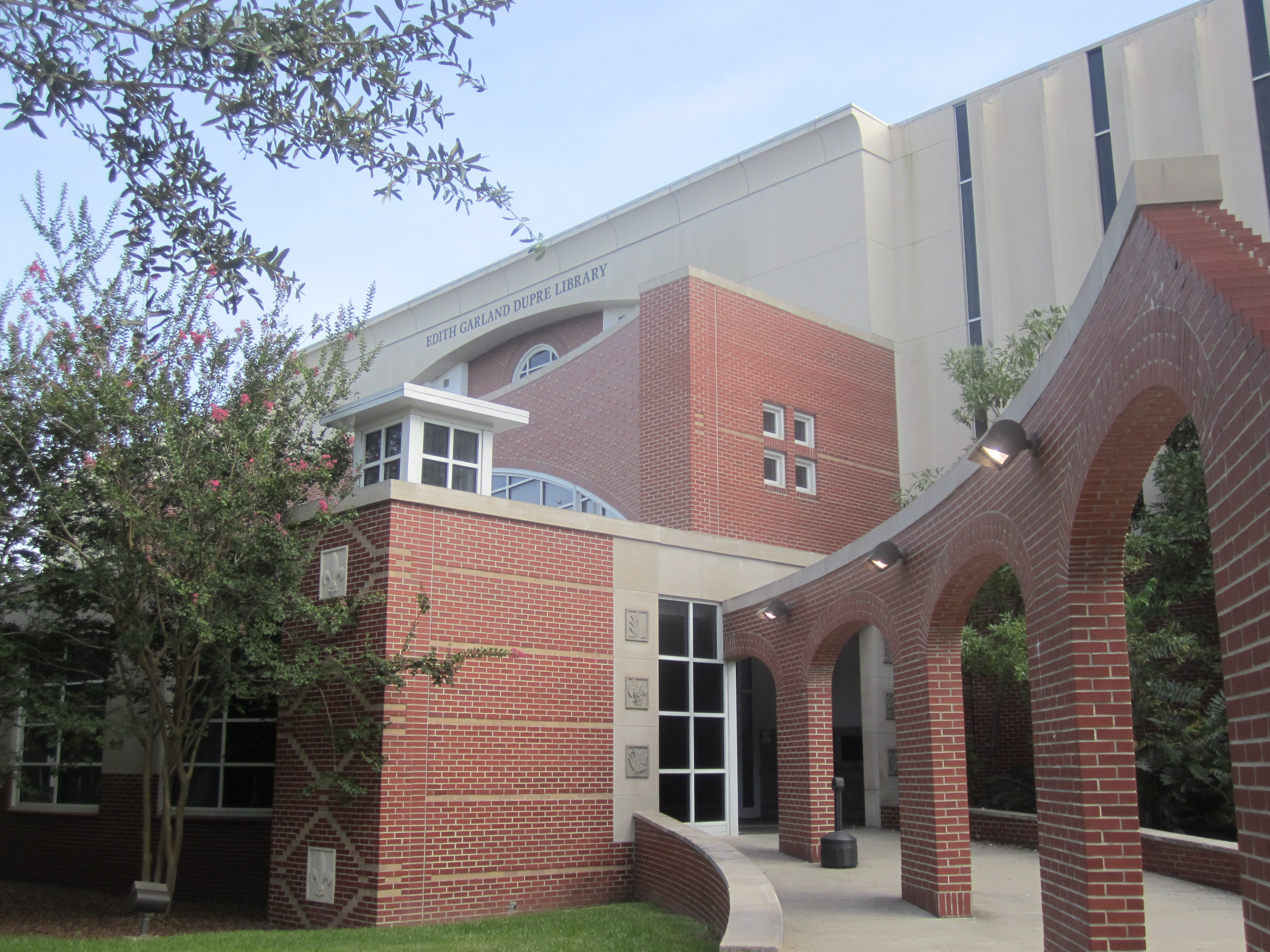
کتابخانه دانشگاه
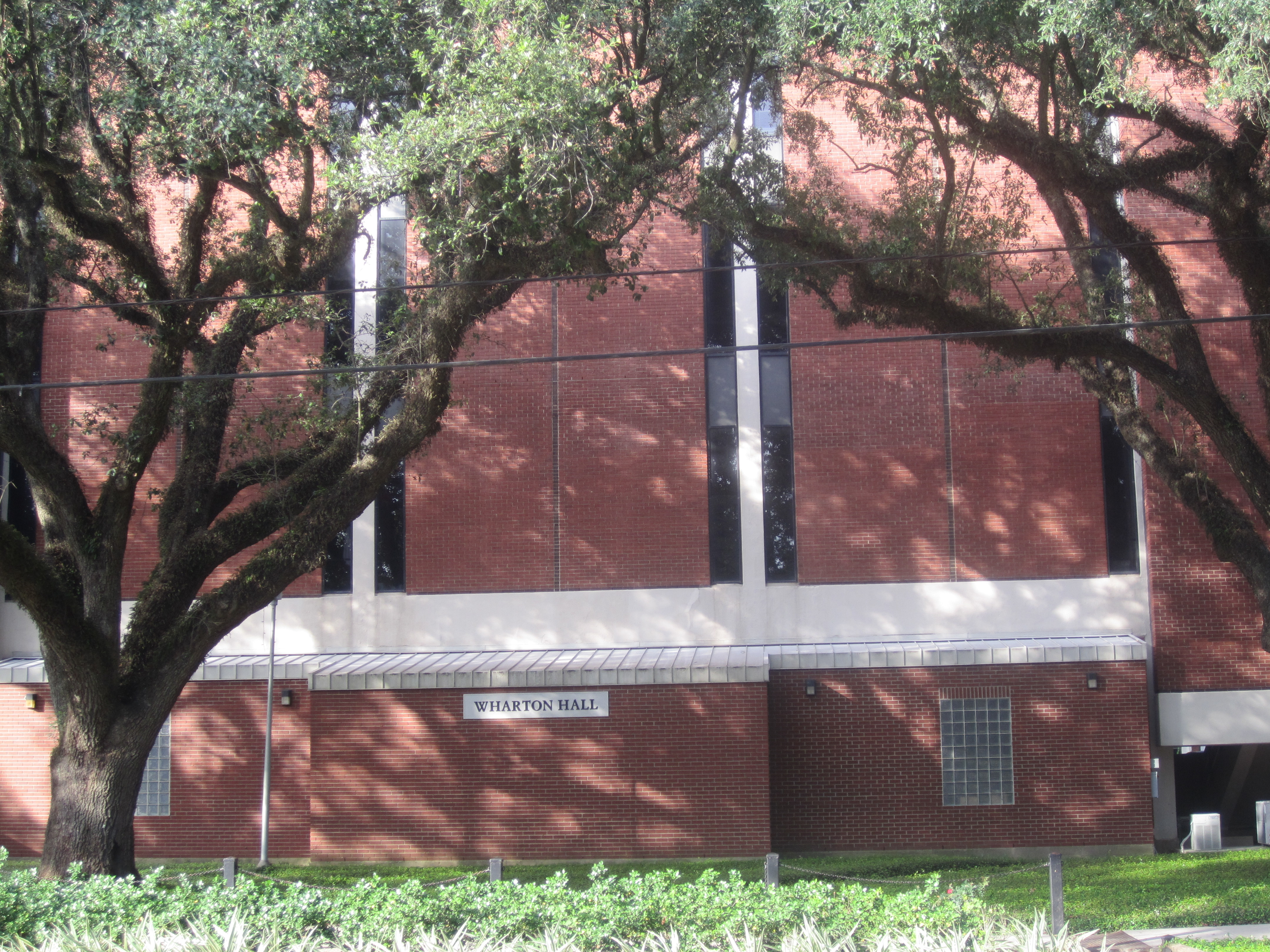
دپارتمان‌های پرستاری و زیست‌شناسی